# Джиммі Бредаль
Джиммі Бредаль Йогансен (дан. Jimmi Bredahl Johansen; 26 серпня 1967) — данський професійний боксер, чемпіон світу за версіями WBO (1992—1994) та IBO (1996) і чемпіон Європи за версією EBU (1992) в другій напівлегкій вазі.
Джиммі Бредаль — старший брат Йонні Бредаля, теж боксера, чемпіона світу.

## Професіональна кар'єра
Дебютував на профірингу 1989 року. Впродовж 1989—1991 років провів 11 переможних боїв.
7 березня 1992 року завоював вакантний титул чемпіона Європи за версією EBU в другій напівлегкій вазі. 4 вересня 1992 року здобув перемогу  в бою проти чемпіона світу за версією WBO у другій напівлегкій вазі Даніеля Лондаса (Франція). Провівши три переможних боя, один з яких був захистом титула, 5 березня 1994 року вийшов на бій проти Оскара Де Ла Хойя і, побувавши в нокдаунах в першому та другому раундах,  зазнав першої поразки нокаутом в десятому раунді.
В наступному поєдинку 7 жовтня 1994 року вийшов на бій проти нового чемпіона Європи (EBU) в другій напівлегкій вазі Жакобіна Йома (Франція) і програв за очками.
Після цих двох поспіль поразок Бредаль здобув десять перемог поспіль, завоювавши титул чемпіона IBO в другій напівлегкій вазі 29 березня 1996 року. Втратив титул 18 жовтня 1996 року в бою з американцем Троєм Дорсі. Бредаль знявся з бою між 7-м і 8-м раундами і завершив кар'єру.